# 67e cérémonie des New York Film Critics Circle Awards
La 67e cérémonie des New York Film Critics Circle Awards, décernés par le New York Film Critics Circle, a eu lieu le 13 décembre 2001, et a récompensé les films réalisés dans l'année.

## Palmarès

### Meilleur film
- Mulholland Drive
  - Gosford Park
  - In the Bedroom

### Meilleur réalisateur
- Robert Altman pour Gosford Park
  - David Lynch pour Mulholland Drive
  - Todd Field pour In the Bedroom

### Meilleur acteur
- Tom Wilkinson pour le rôle de Matt Fowler dans In the Bedroom
  - Jim Broadbent pour le rôle de John Bayley dans Iris
  - Denzel Washington  pour le rôle d'Alonzo Harris dans Training Day

### Meilleure actrice
- Sissy Spacek pour le rôle de Ruth Fowler dans In the Bedroom
  - Tilda Swinton pour le rôle de Margaret Hall dans Bleu profond (The Deep End)
  - Naomi Watts pour le rôle de Betty Elms dans Mulholland Drive

### Meilleur acteur dans un second rôle
- Steve Buscemi pour le rôle de Seymour dans Ghost World
  - Ben Kingsley pour le rôle de Don Logan dans Sexy Beast
  - Brian Cox pour le rôle de Big John Harrigan dans L.I.E. Long Island Expressway

### Meilleure actrice dans un second rôle
- Helen Mirren pour le rôle de Mrs. Wilson dans Gosford Park
  - Maggie Smith pour le rôle de Constance dans Gosford Park
  - Scarlett Johansson pour le rôle de Rebecca dans Ghost World

### Meilleur scénario
- Gosford Park – Julian Fellowes
  - Memento – Christopher Nolan
  - La Famille Tenenbaum (The Royal Tenenbaum) – Wes Anderson et Owen Wilson

### Meilleure photographie
- In the Mood for Love (花樣年華, Fa yeung nin wa) – Christopher Doyle et Ping Bin Lee
  - The barber: l'homme qui n'était pas là (The Man Who Wasn't There) – Roger Deakins
  - Mulholland Drive – Peter Deming

### Meilleur film en langue étrangère
- In the Mood for Love (花樣年華, Fa yeung nin wa) •  Hong Kong
  - No Man's Land •  Bosnie-Herzégovine
  - Amours chiennes (Amores perros) •  Mexique

### Meilleur film d'animation
- Waking Life
  - Shrek
  - Monstres et Cie (Monsters, Inc)

### Meilleur premier film
- Todd Field pour In the Bedroom
  - Terry Zwigoff pour Ghost World
  - Danis Tanović pour No man's land
  - Jonathan Glazer pour Sexy Beast

### Meilleur documentaire
- Les Glaneurs et la Glaneuse
  - Startup.com
  - The Endurance